# Ophiomyxa tumida
Ophiomyxa tumida är en ormstjärneart som beskrevs av George Richard Lyman 1883. Ophiomyxa tumida ingår i släktet Ophiomyxa och familjen skinnormstjärnor. Inga underarter finns listade i Catalogue of Life.